# ونمیسا، کس پاریش
ونمیسا، کس پاریش (به لاتین: Vanamõisa, Kose Parish) یک روستا در استونی است که در دهستان کوسه واقع شده‌است.